# Tonghua (Kreis)
Tonghua (通化县,  Tōnghuà Xiàn) ist ein chinesischer Kreis der bezirksfreien Stadt Tonghua in der Provinz Jilin. Er hat eine Fläche von 3.725 Quadratkilometern und zählt 247.140 Einwohner (Stand: Zensus 2010). Sein Hauptort ist die Großgemeinde Kuaidamao (快大茂镇).

## Administrative Gliederung
Auf Gemeindeebene setzt sich der Kreis aus zehn Großgemeinden und fünf Gemeinden zusammen. 